# Norbergfestival
Norbergfestival är en festival för elektronisk och experimentell musik och konst i Norberg, Västmanland. Festivalen hålls sedan 1999 i och omkring den nedlagda gruvindustrin Mimerlaven, där man fram till 1981 bearbetade järnmalm.  
Varje år framträder mellan 60 och 120 artister på festivalens fyra scener: 303, Kraftcentralen, Krossverket och Mimer. Festivalen har en noggrant kurerad lineup av experimentella musikgenrer, ljud, scenkonst och internationella och lokala konstakter.
Festivalen har pågått sedan 1999 och startade som ett svenskt-danskt samarbete och drivs sedan 2012 av föreningen Anrikningsverket.